# SN 2005mm
SN 2005mm – supernowa typu Ia odkryta 20 listopada 2005 roku w galaktyce A001309+0108. W momencie odkrycia miała maksymalną jasność 22,20m.